# Mistrovství Evropy v basketbalu mužů 2003
33. mistrovství Evropy  v basketbalu proběhlo ve dnech 5. září – 14. září ve Švédsku.
Turnaje se zúčastnilo 16 družstev, rozdělených do čtyř čtyřčlenných skupin. Nejlepší mužstva s každé skupiny postoupily přímo do čtvrtfinále. Týmy na druhém a třetím místě se utkali vyřazovacím systémem o účast ve čtvrtfinále. Dále následoval klasický play off systém. Titul mistra Evropy získal tým Litvy.

## Výsledky a tabulky

### Základní skupiny

#### Skupina A
|    |              | FRA   | SLO   | ITA   | BIH   | V | P | Skóre   | B |
| 1. | Francie      | ***   | 88:82 | 85:52 | 99:76 | 3 | 0 | 271:210 | 6 |
| 2. | Slovinsko    | 82:88 | ***   | 77:67 | 73:62 | 2 | 1 | 232:217 | 5 |
| 3. | Itálie       | 52:85 | 67:77 | ***   | 80:72 | 1 | 2 | 199:234 | 4 |
| 4. | Bosna a Her. | 76:99 | 62:73 | 70:80 | ***   | 0 | 3 | 210:251 | 3 |

#### Skupina B
|    |          | LIT    | GER   | ISR   | LAT    | V | P | Skóre   | B |
| 1. | Litva    | ***    | 93:71 | 94:62 | 92:91p | 3 | 0 | 279:224 | 6 |
| 2. | Německo  | 71:93  | ***   | 86:81 | 94:86  | 2 | 1 | 251:260 | 5 |
| 3. | Izrael   | 62:94  | 81:86 | ***   | 91:75  | 1 | 2 | 234:255 | 4 |
| 4. | Lotyšsko | 91:92p | 86:94 | 75:91 | ***    | 0 | 3 | 252:277 | 3 |

#### Skupina C
|    |                     | ESP   | RUS   | SMN   | SWE   | V | P | Skóre   | B |
| 1. | Španělsko           | ***   | 89:77 | 75:67 | 99:52 | 3 | 0 | 263:196 | 6 |
| 2. | Rusko               | 77:89 | ***   | 95:80 | 92:71 | 2 | 1 | 264:240 | 5 |
| 3. | Srbsko a Černá Hora | 67:75 | 80:95 | ***   | 78:68 | 1 | 2 | 225:238 | 4 |
| 4. | Švédsko             | 52:99 | 71:92 | 68:78 | ***   | 0 | 3 | 191:269 | 3 |

#### Skupina D
|    |            | GRE   | TUR   | CRO   | UKR   | V | P | Skóre   | B |
| 1. | Řecko      | ***   | 75:70 | 77:76 | 79:73 | 3 | 0 | 231:219 | 6 |
| 2. | Turecko    | 70:75 | ***   | 75:72 | 77:69 | 2 | 1 | 222:216 | 5 |
| 3. | Chorvatsko | 70:75 | 76:77 | ***   | 93:71 | 1 | 2 | 241:223 | 4 |
| 4. | Ukrajina   | 73:79 | 69:77 | 71:93 | ***   | 0 | 3 | 213:249 | 3 |

### O postup do čtvrtfinále
| 8. září 2003 20:30 | Zpráva | Slovinsko                                       | 76 – 78 | Izrael   |  | Coop Arena, Luleå Počet diváků: 1 843 Rozhodčí: Volodymyr Drabikovskyj (UKR), Ilija Belošević (SER) |
| 8. září 2003 20:30 | Zpráva | Skóre po čtvrtinách: 28:16, 15:21, 10:23, 23:18 |         |          |  | Coop Arena, Luleå Počet diváků: 1 843 Rozhodčí: Volodymyr Drabikovskyj (UKR), Ilija Belošević (SER) |
| 8. září 2003 20:30 | Zpráva | Gorenc 21                                       | Body    | Green 14 |  | Coop Arena, Luleå Počet diváků: 1 843 Rozhodčí: Volodymyr Drabikovskyj (UKR), Ilija Belošević (SER) |
| 8. září 2003 20:30 | Zpráva | Nachbar 6                                       | Dosk.   | Green 10 |  | Coop Arena, Luleå Počet diváků: 1 843 Rozhodčí: Volodymyr Drabikovskyj (UKR), Ilija Belošević (SER) |
| 8. září 2003 20:30 | Zpráva | Lakovič 3                                       | Asist.  | Tapiro 9 |  | Coop Arena, Luleå Počet diváků: 1 843 Rozhodčí: Volodymyr Drabikovskyj (UKR), Ilija Belošević (SER) |

| 8. září 2003 20:30 | Zpráva | Německo                                         | 84 – 86 | Itálie     |  | Himmelstalundshallen, Norrköping Počet diváků: 3 240 Rozhodčí: Miguel Betancor (ESP), Grzegorz Ziemblicki (POL) |
| 8. září 2003 20:30 | Zpráva | Skóre po čtvrtinách: 28:19, 23:25, 13:22, 20:20 |         |            |  | Himmelstalundshallen, Norrköping Počet diváků: 3 240 Rozhodčí: Miguel Betancor (ESP), Grzegorz Ziemblicki (POL) |
| 8. září 2003 20:30 | Zpráva | Demirel 23                                      | Body    | Bulleri 17 |  | Himmelstalundshallen, Norrköping Počet diváků: 3 240 Rozhodčí: Miguel Betancor (ESP), Grzegorz Ziemblicki (POL) |
| 8. září 2003 20:30 | Zpráva | Okulaja 10                                      | Dosk.   | Galanda 8  |  | Himmelstalundshallen, Norrköping Počet diváků: 3 240 Rozhodčí: Miguel Betancor (ESP), Grzegorz Ziemblicki (POL) |
| 8. září 2003 20:30 | Zpráva | Femerling 4                                     | Asist.  | Bulleri 8  |  | Himmelstalundshallen, Norrköping Počet diváků: 3 240 Rozhodčí: Miguel Betancor (ESP), Grzegorz Ziemblicki (POL) |

| 8. září 2003 20:00 | Zpráva | Rusko                                           | 81 – 77 | Chorvatsko              |  | Scaniarinken, Södertälje Počet diváků: 1 559 Rozhodčí: Luigi Lamonica (ITA), Stelian Banica (ROM) |
| 8. září 2003 20:00 | Zpráva | Skóre po čtvrtinách: 15:21, 19:20, 24:20, 23:16 |         |                         |  | Scaniarinken, Södertälje Počet diváků: 1 559 Rozhodčí: Luigi Lamonica (ITA), Stelian Banica (ROM) |
| 8. září 2003 20:00 | Zpráva | Kirilenko 29                                    | Body    | Mulaomerović 26         |  | Scaniarinken, Södertälje Počet diváků: 1 559 Rozhodčí: Luigi Lamonica (ITA), Stelian Banica (ROM) |
| 8. září 2003 20:00 | Zpráva | Kirilenko 8                                     | Dosk.   | Bagarić 8               |  | Scaniarinken, Södertälje Počet diváků: 1 559 Rozhodčí: Luigi Lamonica (ITA), Stelian Banica (ROM) |
| 8. září 2003 20:00 | Zpráva | Karasev 3                                       | Asist.  | Mulaomerović, Prkačin 3 |  | Scaniarinken, Södertälje Počet diváků: 1 559 Rozhodčí: Luigi Lamonica (ITA), Stelian Banica (ROM) |

| 8. září 2003 20:00 | Zpráva | Turecko | 76 – 80 | Srbsko a Černá Hora |  | Boråshallen, Borås Počet diváků: 2 912 Rozhodčí: Richard Stokes (ENG), Vladimir Ochrimenko (RUS) |

### Čtvrtfinále
| 10. září 2003 18:00 | Zpráva | Francie                                         | 76 – 69 | Rusko        |  | Stockholm Globe Arena, Stockholm Rozhodčí: Lazaros Voreadis (GRE), Shmuel Bachar (ISR) |
| 10. září 2003 18:00 | Zpráva | Skóre po čtvrtinách: 21:18, 21:21, 21:14, 13:16 |         |              |  | Stockholm Globe Arena, Stockholm Rozhodčí: Lazaros Voreadis (GRE), Shmuel Bachar (ISR) |
| 10. září 2003 18:00 | Zpráva | Parker 18                                       | Body    | Kirilenko 22 |  | Stockholm Globe Arena, Stockholm Rozhodčí: Lazaros Voreadis (GRE), Shmuel Bachar (ISR) |
| 10. září 2003 18:00 | Zpráva | Moïso 11                                        | Dosk.   | Chrjapa 8    |  | Stockholm Globe Arena, Stockholm Rozhodčí: Lazaros Voreadis (GRE), Shmuel Bachar (ISR) |
| 10. září 2003 18:00 | Zpráva | Parker 3                                        | Asist.  | Karasev 4    |  | Stockholm Globe Arena, Stockholm Rozhodčí: Lazaros Voreadis (GRE), Shmuel Bachar (ISR) |

| 10. září 2003 21:15 | Zpráva | Litva                                           | 98 – 82 | Srbsko a Černá Hora |  | Stockholm Globe Arena, Stockholm Počet diváků: 8 252 Rozhodčí: Luigi Lamonica (ITA), Roman Kolar (SLO) |
| 10. září 2003 21:15 | Zpráva | Skóre po čtvrtinách: 30:19, 27:24, 23:23, 18:16 |         |                     |  | Stockholm Globe Arena, Stockholm Počet diváků: 8 252 Rozhodčí: Luigi Lamonica (ITA), Roman Kolar (SLO) |
| 10. září 2003 21:15 | Zpráva | Šiškauskas 27                                   | Body    | Ostojić 17          |  | Stockholm Globe Arena, Stockholm Počet diváků: 8 252 Rozhodčí: Luigi Lamonica (ITA), Roman Kolar (SLO) |
| 10. září 2003 21:15 | Zpráva | Macijauskas 7                                   | Dosk.   | Drobnjak 9          |  | Stockholm Globe Arena, Stockholm Počet diváků: 8 252 Rozhodčí: Luigi Lamonica (ITA), Roman Kolar (SLO) |
| 10. září 2003 21:15 | Zpráva | Jasikevičius 11                                 | Asist.  | Jarić, Vujanić 3    |  | Stockholm Globe Arena, Stockholm Počet diváků: 8 252 Rozhodčí: Luigi Lamonica (ITA), Roman Kolar (SLO) |

| 11. září 2003 18:00 | Zpráva | Španělsko                                       | 78 – 64 | Izrael   |  | Stockholm Globe Arena, Stockholm Počet diváků: 8 466 Rozhodčí: Memduh Öget (TUR), Grzegorz Ziemblicki (POL) |
| 11. září 2003 18:00 | Zpráva | Skóre po čtvrtinách: 28:22, 16:14, 14:15, 20:13 |         |          |  | Stockholm Globe Arena, Stockholm Počet diváků: 8 466 Rozhodčí: Memduh Öget (TUR), Grzegorz Ziemblicki (POL) |
| 11. září 2003 18:00 | Zpráva | Gasol 25                                        | Body    | Sharp 16 |  | Stockholm Globe Arena, Stockholm Počet diváků: 8 466 Rozhodčí: Memduh Öget (TUR), Grzegorz Ziemblicki (POL) |
| 11. září 2003 18:00 | Zpráva | Gasol 7                                         | Dosk.   | Tapiro 6 |  | Stockholm Globe Arena, Stockholm Počet diváků: 8 466 Rozhodčí: Memduh Öget (TUR), Grzegorz Ziemblicki (POL) |
| 11. září 2003 18:00 | Zpráva | Calderón 4                                      | Asist.  | Tapiro 5 |  | Stockholm Globe Arena, Stockholm Počet diváků: 8 466 Rozhodčí: Memduh Öget (TUR), Grzegorz Ziemblicki (POL) |

| 11. září 2003 21:00 | Zpráva | Řecko                                           | 59 – 62 | Itálie     |  | Stockholm Globe Arena, Stockholm Počet diváků: 8 578 Rozhodčí: Bruno Gasperin (FRA), Vladimir Okhrimenko (RUS) |
| 11. září 2003 21:00 | Zpráva | Skóre po čtvrtinách: 16:17, 20:15, 11:17, 12:13 |         |            |  | Stockholm Globe Arena, Stockholm Počet diváků: 8 578 Rozhodčí: Bruno Gasperin (FRA), Vladimir Okhrimenko (RUS) |
| 11. září 2003 21:00 | Zpráva | Dikoudis 18                                     | Body    | Galanda 14 |  | Stockholm Globe Arena, Stockholm Počet diváků: 8 578 Rozhodčí: Bruno Gasperin (FRA), Vladimir Okhrimenko (RUS) |
| 11. září 2003 21:00 | Zpráva | Dikoudis, Tsakalidis 8                          | Dosk.   | Galanda 6  |  | Stockholm Globe Arena, Stockholm Počet diváků: 8 578 Rozhodčí: Bruno Gasperin (FRA), Vladimir Okhrimenko (RUS) |
| 11. září 2003 21:00 | Zpráva | Dikoudis, Papaloukas 2                          | Asist.  | Bulleri 3  |  | Stockholm Globe Arena, Stockholm Počet diváků: 8 578 Rozhodčí: Bruno Gasperin (FRA), Vladimir Okhrimenko (RUS) |

### Semifinále
| 13. září 2003 14:00 | Zpráva | Francie                                         | 70 – 74 | Litva           |  | Stockholm Globe Arena, Stockholm Počet diváků: 11 023 Rozhodčí: Lazaros Voreadis (GRE), Shmuel Bachar (ISR) |
| 13. září 2003 14:00 | Zpráva | Skóre po čtvrtinách: 16:20, 21:25, 23:13, 10:16 |         |                 |  | Stockholm Globe Arena, Stockholm Počet diváků: 11 023 Rozhodčí: Lazaros Voreadis (GRE), Shmuel Bachar (ISR) |
| 13. září 2003 14:00 | Zpráva | Parker 24                                       | Body    | Štombergas 22   |  | Stockholm Globe Arena, Stockholm Počet diváků: 11 023 Rozhodčí: Lazaros Voreadis (GRE), Shmuel Bachar (ISR) |
| 13. září 2003 14:00 | Zpráva | Abdul-Wahad 8                                   | Dosk.   | Jasikevičius 10 |  | Stockholm Globe Arena, Stockholm Počet diváků: 11 023 Rozhodčí: Lazaros Voreadis (GRE), Shmuel Bachar (ISR) |
| 13. září 2003 14:00 | Zpráva | 4 hráči 2                                       | Asist.  | Jasikevičius 7  |  | Stockholm Globe Arena, Stockholm Počet diváků: 11 023 Rozhodčí: Lazaros Voreadis (GRE), Shmuel Bachar (ISR) |

| 13. září 2003 17:00 | Zpráva | Španělsko                                       | 81 – 79 | Itálie     |  | Stockholm Globe Arena, Stockholm Počet diváků: 11 096 Rozhodčí: Richard Stokes (ENG), Ilija Belošević (SER) |
| 13. září 2003 17:00 | Zpráva | Skóre po čtvrtinách: 20:19, 18:25, 24:16, 19:19 |         |            |  | Stockholm Globe Arena, Stockholm Počet diváků: 11 096 Rozhodčí: Richard Stokes (ENG), Ilija Belošević (SER) |
| 13. září 2003 17:00 | Zpráva | Navarro 23                                      | Body    | Bulleri 24 |  | Stockholm Globe Arena, Stockholm Počet diváků: 11 096 Rozhodčí: Richard Stokes (ENG), Ilija Belošević (SER) |
| 13. září 2003 17:00 | Zpráva | Jiménez 9                                       | Dosk.   | Bulleri 6  |  | Stockholm Globe Arena, Stockholm Počet diváků: 11 096 Rozhodčí: Richard Stokes (ENG), Ilija Belošević (SER) |
| 13. září 2003 17:00 | Zpráva | Marco, Navarro 2                                | Asist.  | Soragna 3  |  | Stockholm Globe Arena, Stockholm Počet diváků: 11 096 Rozhodčí: Richard Stokes (ENG), Ilija Belošević (SER) |

### Finále
| 14. září 2003 20:00 | Zpráva | Litva                                           | 93 – 84 | Španělsko           |  | Stockholm Globe Arena, Stockholm Počet diváků: 13 274 Rozhodčí: Miguel Betancor (ESP), Lazaros Voreadis (GRE) |
| 14. září 2003 20:00 | Zpráva | Skóre po čtvrtinách: 20:19, 20:12, 22:17, 31:36 |         |                     |  | Stockholm Globe Arena, Stockholm Počet diváků: 13 274 Rozhodčí: Miguel Betancor (ESP), Lazaros Voreadis (GRE) |
| 14. září 2003 20:00 | Zpráva | Macijauskas 21                                  | Body    | Gasol 36            |  | Stockholm Globe Arena, Stockholm Počet diváků: 13 274 Rozhodčí: Miguel Betancor (ESP), Lazaros Voreadis (GRE) |
| 14. září 2003 20:00 | Zpráva | E. Žukauskas 7                                  | Dosk.   | Gasol 12            |  | Stockholm Globe Arena, Stockholm Počet diváků: 13 274 Rozhodčí: Miguel Betancor (ESP), Lazaros Voreadis (GRE) |
| 14. září 2003 20:00 | Zpráva | Jasikevičius 9                                  | Asist.  | Calderón, Navarro 3 |  | Stockholm Globe Arena, Stockholm Počet diváků: 13 274 Rozhodčí: Miguel Betancor (ESP), Lazaros Voreadis (GRE) |

### O 3. místo
| 14. září 2003 17:00 | Zpráva | Francie                                         | 67 – 69 | Itálie       |  | Stockholm Globe Arena, Stockholm Počet diváků: 13 102 Rozhodčí: Miguel Betancor (ESP), Lazaros Voreadis (GRE) |
| 14. září 2003 17:00 | Zpráva | Skóre po čtvrtinách: 13:24, 14:15, 20:14, 20:16 |         |              |  | Stockholm Globe Arena, Stockholm Počet diváků: 13 102 Rozhodčí: Miguel Betancor (ESP), Lazaros Voreadis (GRE) |
| 14. září 2003 17:00 | Zpráva | Parker 24                                       | Body    | Marconato 16 |  | Stockholm Globe Arena, Stockholm Počet diváků: 13 102 Rozhodčí: Miguel Betancor (ESP), Lazaros Voreadis (GRE) |
| 14. září 2003 17:00 | Zpráva | Moïso 8                                         | Dosk.   | Marconato 10 |  | Stockholm Globe Arena, Stockholm Počet diváků: 13 102 Rozhodčí: Miguel Betancor (ESP), Lazaros Voreadis (GRE) |
| 14. září 2003 17:00 | Zpráva | Parker, Sonko 1                                 | Asist.  | Galanda 5    |  | Stockholm Globe Arena, Stockholm Počet diváků: 13 102 Rozhodčí: Miguel Betancor (ESP), Lazaros Voreadis (GRE) |

### O 5. - 8. místo
| 12. září 2003 18:00 | Zpráva | Rusko                                           | 77 – 86 | Srbsko a Černá Hora |  | Stockholm Globe Arena, Stockholm Počet diváků: 9 804 Rozhodčí: Miguel Betancor (ESP), Virginijus Dovidavičius (LIT) |
| 12. září 2003 18:00 | Zpráva | Skóre po čtvrtinách: 18:29, 22:19, 18:19, 19:19 |         |                     |  | Stockholm Globe Arena, Stockholm Počet diváků: 9 804 Rozhodčí: Miguel Betancor (ESP), Virginijus Dovidavičius (LIT) |
| 12. září 2003 18:00 | Zpráva | Monia 14                                        | Body    | Gurović 24          |  | Stockholm Globe Arena, Stockholm Počet diváků: 9 804 Rozhodčí: Miguel Betancor (ESP), Virginijus Dovidavičius (LIT) |
| 12. září 2003 18:00 | Zpráva | Chrjapa 8                                       | Dosk.   | Drobnjak 9          |  | Stockholm Globe Arena, Stockholm Počet diváků: 9 804 Rozhodčí: Miguel Betancor (ESP), Virginijus Dovidavičius (LIT) |
| 12. září 2003 18:00 | Zpráva | Samojlenko 3                                    | Asist.  | Drobnjak 3          |  | Stockholm Globe Arena, Stockholm Počet diváků: 9 804 Rozhodčí: Miguel Betancor (ESP), Virginijus Dovidavičius (LIT) |

| 12. září 2003 21:00 | Zpráva | Izrael                                          | 56 – 63 | Řecko        |  | Stockholm Globe Arena, Stockholm Počet diváků: 9 892 Rozhodčí: Luigi Lamonica (ITA), Stelian Banica (ROM) |
| 12. září 2003 21:00 | Zpráva | Skóre po čtvrtinách: 10:17, 12:19, 17:15, 17:12 |         |              |  | Stockholm Globe Arena, Stockholm Počet diváků: 9 892 Rozhodčí: Luigi Lamonica (ITA), Stelian Banica (ROM) |
| 12. září 2003 21:00 | Zpráva | Halperin 12                                     | Body    | Fotsis 19    |  | Stockholm Globe Arena, Stockholm Počet diváků: 9 892 Rozhodčí: Luigi Lamonica (ITA), Stelian Banica (ROM) |
| 12. září 2003 21:00 | Zpráva | Green 7                                         | Dosk.   | Fotsis 10    |  | Stockholm Globe Arena, Stockholm Počet diváků: 9 892 Rozhodčí: Luigi Lamonica (ITA), Stelian Banica (ROM) |
| 12. září 2003 21:00 | Zpráva | Halperin 3                                      | Asist.  | Papaloukas 5 |  | Stockholm Globe Arena, Stockholm Počet diváků: 9 892 Rozhodčí: Luigi Lamonica (ITA), Stelian Banica (ROM) |

### O 5. místo
| 10. září 2003 18:00 | Zpráva | Srbsko a Černá Hora                             | 64 – 72 | Řecko            |  | Stockholm Globe Arena, Stockholm Rozhodčí: Volodymyr Drabikovskyi (UKR), Shmuel Bachar (ISR) |
| 10. září 2003 18:00 | Zpráva | Skóre po čtvrtinách: 13:21, 12:16, 15:20, 24:15 |         |                  |  | Stockholm Globe Arena, Stockholm Rozhodčí: Volodymyr Drabikovskyi (UKR), Shmuel Bachar (ISR) |
| 10. září 2003 18:00 | Zpráva | Gurović 15                                      | Body    | Chatzivrettas 21 |  | Stockholm Globe Arena, Stockholm Rozhodčí: Volodymyr Drabikovskyi (UKR), Shmuel Bachar (ISR) |
| 10. září 2003 18:00 | Zpráva | Koturović 8                                     | Dosk.   | 3 hráči 5        |  | Stockholm Globe Arena, Stockholm Rozhodčí: Volodymyr Drabikovskyi (UKR), Shmuel Bachar (ISR) |
| 10. září 2003 18:00 | Zpráva | Avdalović 5                                     | Asist.  | Diamantidis 4    |  | Stockholm Globe Arena, Stockholm Rozhodčí: Volodymyr Drabikovskyi (UKR), Shmuel Bachar (ISR) |

### O 7. místo
| 10. září 2003 18:00 | Zpráva | Rusko                                           | 82 – 89 | Izrael     |  | Stockholm Globe Arena, Stockholm Počet diváků: 7 723 Rozhodčí: Grzegorz Ziemblicki (POL), Fedor Dmitriev (BLR) |
| 10. září 2003 18:00 | Zpráva | Skóre po čtvrtinách: 18:16, 18:20, 21:22, 25:31 |         |            |  | Stockholm Globe Arena, Stockholm Počet diváků: 7 723 Rozhodčí: Grzegorz Ziemblicki (POL), Fedor Dmitriev (BLR) |
| 10. září 2003 18:00 | Zpráva | Monia 26                                        | Body    | Tapiro 26  |  | Stockholm Globe Arena, Stockholm Počet diváků: 7 723 Rozhodčí: Grzegorz Ziemblicki (POL), Fedor Dmitriev (BLR) |
| 10. září 2003 18:00 | Zpráva | Karasev, Monia 6                                | Dosk.   | Green 7    |  | Stockholm Globe Arena, Stockholm Počet diváků: 7 723 Rozhodčí: Grzegorz Ziemblicki (POL), Fedor Dmitriev (BLR) |
| 10. září 2003 18:00 | Zpráva | Kirilenko, Monia 4                              | Asist.  | Burstein 4 |  | Stockholm Globe Arena, Stockholm Počet diváků: 7 723 Rozhodčí: Grzegorz Ziemblicki (POL), Fedor Dmitriev (BLR) |

## Soupisky
1.  Litva 
| - Giedrius Gustas - Mindaugas Žukauskas - Arvydas Macijauskas | - Saulius Štombergas - Ramūnas Šiškauskas - Darius Songaila | - Donatas Slanina - Eurelijus Žukauskas - Kšyštof Lavrinovič | - Šarūnas Jasikevičius - Dainius Šalenga - Virginijus Praškevičius |

- Trenér: Antanas Sireika

2.  Španělsko 
| - Pau Gasol - Roger Grimau Gragera - Carles Marco Viñas | - Juan Carlos Navarro - José Manuel Calderón Borrallo - Felipe Reyes Cabanas | - Carlos Jiménez Sánchez - Alberto Herreros Ros - Rodrigo de la Fuente Morgado | - Antonio Bueno Delgado - Alfonso Reyes Cabanas - Jorge Garbajosa |

- Trenér: Ramón López Suárez

3.  Itálie 
| - Nikola Radulović - Gianluca Basile - Giacomo Galanda | - Matteo Soragna - Denis Marconato - Alessandro de Pol | - Ale Righetti - Davide Lamma - Massimo Bulleri | - Michele Mian - Roberto Chiacig - Alessandro Cittadini |

- Trenér: Carlo Recalcati

4.  Francie 
| - Moustapha Sonko - Tariq Abdul-Wahad - Jérôme Moïso | - Laurent Foirest - Alain Digbeu - Tony Parker | - Makan Dioumassi - Florent Piétrus - Cyril Julian | - Boris Diaw - Thierry Rupert - Ronny Turiaf |

- Trenér: Alain Weisz.

5.  Řecko 
| - Dimitris Diamantidis - Nikos Chatzivrettas - Thodoris Papaloukas | - Dimitris Papanikolaou - Georgios Sigalas - Antonis Fotsis | - Fragiskos Alvertis - Dimos Dikoudis - Iakovos Tsakalidis | - Christos Charisis - Efthymis Rentzias - Michalis Kakiouzis |

- Trenér: Giannis Ioannidis.

6.  Srbsko a Černá Hora 
| - Dušan Vukčević - Dejan Koturović - Nebojša Bogavac | - Vule Avdalović - Predrag Stojaković - Đuro Ostojić | - Marko Jarić - Predrag Drobnjak - Ognjen Aškrabić | - Miloš Vujanić - Kosta Perović - Milan Gurović |

- Trenér: Duško Vujošević.

7.  Izrael 
| - Erez Katz - Yotam Halperin - Derrick Sharp | - Mosheh Mizrahi - Israel Sheinfeld - Gur Shelef | - Tal Burstein - Meir Tapiro - Yoav Saffar | - Ido Kozikaro - Yaniv Green - Shahar Gordon |

- Trenér: Shamuel “Muli” Katzurin.

8.  Rusko 
| - Vasilij Karasjov - Denis Jeršov - Fjodor Licholitov | - Michail Solovjov - Valentin Kubrakov - Pjotr Samojlenko | - Viktor Chrjapa - Zachar Pašutin - Sergej Monja | - Andrej Kirilenko - Dmitrij Domani - Alexej Savrasenko |

- Trenér: Sergej Jelevič.

9.  Slovinsko 
| - Goran Jurak - Jaka Lakovič - Boris Gorenc | - Simon Petrov - Marijan Kraljevič - Boštjan Nachbar | - Slavko Duščak - Marko Tušek - Marko Milič | - Ivica Jurkovič - Jurica Golemac - Primož Brezec |

- Trenér: Slobodan Subotič.

10.  Turecko 
| - Kerem Tunçeri - Hidayet Türkoğlu - Mirsad Türkcan | - Ender Arslan - Kerem Gönlüm - Rasim Başak | - İbrahim Kutluay - Kaya Peker - Hüseyin Beşok | - Mehmet Okur - Haluk Yıldırım - Ömer Onan |

- Trenér: Aydın Örs.

11.  Německo 
| - Mithat Demirel - Ademola Okulaja - Jörg Lütcke | - Marko Pešić - Sven Schultze - Steffen Hamann | - Misan Nikagbatse - Stefano Garris - Stephen Arigbabu | - Patrick Femerling - Dirk Nowitzki - Robert Maras |

- Trenér: Henrik Dettmann.

12.  Chorvatsko 
| - Damir Mulaomerović - Marino Baždarić - Marko Popović | - Sandro Nicević - Nikola Prkačin - Zoran Planinić | - Gordan Giriček - Hrvoje Perinčić - Andrija Žižić | - Matej Mamić - Dalibor Bagarić - Mate Skelin |

- Trenér: Neven Spahija.

13.  Lotyšsko 
| - Uvis Helmanis - Aigars Vītols - Trojs Ostlers | - Roberts Štelmahers - Armands Šķēle - Edgars Šneps | - Kristaps Valters - Māris Ļaksa - Ainārs Bagatskis | - Raitis Grafs - Kaspars Kambala - Arnis Vecvagars |

- Trenér: Armands Krauliņš.

14.  Ukrajina 
| - Andrij Lebeděv - Oleksandr Raevskyj - Oleksandr Skutelnyk | - Stanislav Balašov - Artur Drozdov - Sergij Moskalenko | - Mykola Chrjapa - Oleksandr Okunskyj - Vjačeslav Jevstratenko | - Oleksandr Lochmančuk - Andrij Botičev - Grygorij Chižnjak |

- Trenér: Gennadij Zaščuk.

15.  Bosna a Hercegovina 
| - Terrell Castle - Elvir Ovčina - Damir Krupalija | - Samir Lerić - Želimir Stevanović - Jasmin Hukić | - Siniša Kovačević - Bariša Krasić - Damir Mršić | - Kenan Bajramović - Mirza Teletović - Haris Mujezinović |

- Trenér: Draško Prodanović.

16.  Švédsko 
| - Paul Burke - Håkan Larsson - Jens Johnsson | - Mats Levin - Oluoma Nnamaka - Jonas Larsson | - Leslie Myrthil - Joakim Blom - Fredrik Jönzén | - Christian Maråker - John Pettersson - Daniel Dajić |

- Trenér: Jan Enjebo.

## Konečné pořadí
| Pořadí           | Tým                 | Z | V | P | Skóre   | B  |
| ---------------- | ------------------- | - | - | - | ------- | -- |
| Zlatá medaile    | Litva               | 6 | 6 | 0 | 544:460 | 12 |
| Stříbrná medaile | Španělsko           | 6 | 5 | 1 | 506:432 | 11 |
| Bronzová medaile | Itálie              | 7 | 4 | 3 | 495:525 | 11 |
| 4.               | Francie             | 6 | 4 | 2 | 484:422 | 10 |
| 5.               | Řecko               | 6 | 5 | 1 | 425:401 | 11 |
| 6.               | Srbsko a Černá Hora | 7 | 3 | 4 | 537:561 | 10 |
| 7.               | Izrael              | 7 | 3 | 4 | 519:554 | 10 |
| 8.               | Rusko               | 7 | 3 | 4 | 573:566 | 10 |
| 9.               | Slovinsko           | 4 | 2 | 2 | 308:295 | 6  |
| 10.              | Turecko             | 4 | 2 | 2 | 298:296 | 6  |
| 11.              | Německo             | 4 | 2 | 2 | 335:346 | 6  |
| 12.              | Chorvatsko          | 4 | 1 | 3 | 318:304 | 5  |
| 13.              | Lotyšsko            | 3 | 0 | 3 | 252:277 | 3  |
| 14.              | Ukrajina            | 3 | 0 | 3 | 213:249 | 3  |
| 15.              | Bosna a Hercegovina | 3 | 0 | 3 | 210:251 | 3  |
| 16.              | Švédsko             | 3 | 0 | 3 | 191:269 | 3  |